# إنجي مارشال
إنجي مارشال (بالتشيكية: Inge Marschall)‏ هي عارضة وممثلة تشيكية، ولدت في 4 نوفمبر 1943 بتشيكوسلوفاكيا.

## وصلات خارجية
- إنجي مارشال على موقع IMDb (الإنجليزية)
- إنجي مارشال على موقع أول موفي (الإنجليزية)
- إنجي مارشال على موقع قاعدة بيانات الفيلم (الإنجليزية)
- إنجي مارشال على موقع كينوبويسك (الروسية)